# Two Hearts
Pour les articles homonymes, voir 2 Hearts.
Singles de Phil Collins
A Groovy Kind of Love
(1988) Another Day in Paradise
(1989)
Two Hearts est une chanson écrite et composée par Lamont Dozier et Phil Collins et interprétée par ce dernier. Sortie en single le 14 novembre 1988, elle est extraite de la bande originale du film Buster dans lequel Collins tient le rôle principal.
Elle se classe en tête du Billboard Hot 100 et du hit-parade au Canada.

## Distinctions
En 1989, Two Hearts remporte le Golden Globe de la meilleure chanson originale (ex æquo avec Let the River Run interprétée par Carly Simon) ainsi que le Grammy Award de la meilleure chanson écrite spécifiquement pour le cinéma ou la télé,.
La même année, le titre est nommé pour l'Oscar de la meilleure chanson originale.

## Classements hebdomadaires
| Classement (1988-1989)                     | Meilleure position |
| ------------------------------------------ | ------------------ |
| Allemagne (GfK Entertainment)              | 3                  |
| Australie (ARIA)                           | 13                 |
| Autriche (Ö3 Austria Top 40)               | 14                 |
| Belgique (Flandre Ultratop 50 Singles)     | 3                  |
| Canada (RPM 100 Singles)                   | 1                  |
| États-Unis (Billboard Hot 100)             | 1                  |
| États-Unis (Hot Adult Contemporary Tracks) | 1                  |
| France (SNEP)                              | 24                 |
| Irlande (IRMA)                             | 3                  |
| Italie (FIMI)                              | 22                 |
| Norvège (VG-lista)                         | 6                  |
| Nouvelle-Zélande (RMNZ)                    | 21                 |
| Pays-Bas (Single Top 100)                  | 6                  |
| Royaume-Uni (UK Singles Chart)             | 6                  |
| Suisse (Schweizer Hitparade)               | 4                  |

## Certifications
| Pays              | Certification | Unités certifiées |
| ----------------- | ------------- | ----------------- |
| Royaume-Uni (BPI) | Argent        | 200 000           |

## Musiciens
- Phil Collins : Chant, claviers, batterie
- Michael Landau : guitare
- Freddie Washington : basse
- Paulinho Da Costa : percussions

## Reprises
Le tribute band allemand Still Collins, formé en 1995, incorpore régulièrement la chanson dans son répertoire de concert,. Elle figure également sur ses albums Live - But Seriously! (2001)et The very Best of Phil Collins & Genesis Live (A tribute concert event) (2016).